# Präfektur Myōdō
Die Präfektur Myōdō  (jap. 名東県) war eine Präfektur in Japan, die am 26. Dezember 1871 gegründet und am 21. August 1876 aufgelöst wurde. Sie umfasste einst die Provinzen Awa, Sanuki und Awaji. Der Geltungsbereich umfasste zunächst die heutige Präfektur Tokushima und die Insel Awaji-shima in der Präfektur Hyōgo, aber lange Zeit auch die Präfektur Kagawa. Die Hauptstadt der Präfektur war Tokushima.